# Miha Mevlja
Miha Mevlja, född 12 juni 1990, är en slovensk fotbollsspelare som spelade senast för Spartak Moskva. Hans tvillingbror, Nejc, är också en fotbollsspelare.

## Klubbkarriär
Den 19 juli 2021 värvades Mevlja av turkiska Alanyaspor, där han skrev på ett treårskontrakt.

## Landslagskarriär
Mevlja debuterade för Sloveniens landslag den 5 juni 2016 i en 1–0-förlust mot Turkiet.